# Eleições legislativas na Escócia em 1999
As eleições legislativas na Escócia de 1999 foram realizadas a 6 de Maio, sendo as primeiras para o parlamento regional, aprovado por referendo em 1997, e serviram para eleger os 129 deputados.
O claro vencedor das eleições foi o Partido Trabalhista Escocês, que, conseguiu aproveitar a onda positiva criada pela vitória dos trabalhistas nas eleições britânicas de 1997, conseguindo 38,8% dos votos e 56 deputados.
Em segundo lugar ficou o Partido Nacional Escocês, confirmando a sua influência eleitoral, obtendo 28,7% dos votos e 35 deputados.
O Partido Conservador Escocês, ainda a recuperar dos maus resultados de 1997, conseguiu eleger 18 deputados e, os Liberal Democratas Escoceses obteve um resultado positivo, conquistando 17 deputados.
Por fim, destacar a eleição de 1 deputado pelo Partido Verde Escocês e pelo Partido Socialista Escocês.
Após as eleições, um governo de coligação foi formado entre o Partido Trabalhista Escocês e os Liberal Democratas Escoceses.

## Resultados Oficiais
| Partido      | Partido                        | Distrito Eleitoral | Distrito Eleitoral | Distrito Eleitoral | Regional  | Regional | Regional | Total     |
| Partido      | Partido                        | Votos              | %                  | Deputados          | Votos     | %        | +/-      | Total     |
| ------------ | ------------------------------ | ------------------ | ------------------ | ------------------ | --------- | -------- | -------- | --------- |
|              | Partido Trabalhista Escocês    | 908 392            | 38,81              | 53 / 73            | 786 818   | 33,64    | 3 / 56   | 56 / 129  |
|              | Partido Nacional Escocês       | 672 757            | 28,74              | 7 / 73             | 638 644   | 27,26    | 28 / 56  | 35 / 129  |
|              | Partido Conservador Escocês    | 364 225            | 15,56              | 0 / 73             | 359 109   | 15,35    | 18 / 56  | 18 / 129  |
|              | Liberal Democratas Escoceses   | 331 279            | 14,15              | 12 / 73            | 225 774   | 12,43    | 5 / 56   | 17 / 129  |
|              | Partido Verde Escocês          | -                  | -                  | -                  | 84 024    | 3,59     | 1 / 56   | 1 / 129   |
|              | Partido Socialista Trabalhista | 5 268              | 0,22               | 0 / 73             | 55 232    | 2,37     | 0 / 56   | 0 / 129   |
|              | Partido Socialista Escocês     | 23 564             | 1,01               | 0 / 73             | 46 635    | 1,99     | 1 / 56   | 1 / 129   |
|              | Independente                   | 18 511             | 0,79               | 1 / 73             | 27 700    | 1,22     | 0 / 56   | 1 / 129   |
|              | Outros                         | 21 662             | 0,93               | 0 / 73             | 105 221   | 4,63     | 0 / 56   | 0 / 129   |
| Total        | Total                          | 2 340 390          | 100                | 73 / 73            | 2 273 925 | 100      | 56 / 56  | 129 / 129 |
| Participação | Participação                   |                    | 59,1               |                    |           | 59,1     |          |           |